# Carbone 12
table
Le carbone 12, noté 12C, est l'isotope du carbone dont le nombre de masse est égal à 12 : son noyau atomique compte 6 protons, 6 neutrons avec un spin 0+ pour une masse atomique égale à 12 g/mol. Il est caractérisé par un excès de masse valant 0 eV et une énergie de liaison nucléaire par nucléon de 7 680 keV. Il constitue plus de 98,9 % du carbone du milieu naturel, le complément étant constitué de carbone 13. Comme tous les isotopes du carbone, l'atome neutre possède 6 électrons.

## Rôle du carbone 12 dans la définition de la mole
Avant 1959, l'UIPPA et l'UICPA utilisaient toutes deux l'oxygène pour définir la mole ; les chimistes définissant la mole comme le nombre d'atomes d'oxygène ayant une masse de 16 g, les physiciens utilisant une définition similaire mais avec l'isotope oxygène 16 uniquement. Les deux organisations se sont mises d'accord en 1959/60 pour définir la mole comme suit :
« La mole est la quantité de matière d'un système qui contient autant d'entités élémentaires qu'il y a d'atomes dans 12 grammes de carbone 12 ; son symbole est "mol". »
Elle a été adoptée par le CIPM (Comité international des poids et mesures) en 1967, et en 1971, elle a été adoptée par la 14e CGPM (Conférence générale des poids et mesures).
En 1961, l'isotope carbone 12 a été choisi pour remplacer l'oxygène comme étalon par rapport auquel les poids atomiques de tous les autres éléments sont mesurés.
En 1980, le CIPM a clarifié la définition ci-dessus, en précisant que les atomes de carbone 12 sont non liés et dans leur état fondamental.
Depuis le 20 mai 2019, après l'adoption de la résolution no 1 lors de la 26e CGPM, le nombre d'Avogadro est fixé par convention comme valant NA = 6,022 140 76 × 1023. La mole est alors définie comme la quantité de matière d'un système contenant exactement ce nombre d'entités élémentaires (atomes, ions, molécules, etc.). Le nombre de moles dans 12 grammes de carbone 12 est devenu une question de détermination expérimentale.
La 26e CGPM définit alors l'unité de masse atomique unifiée comme « égale à 1/12 de la masse de l’atome de 12C libre, au repos et dans son état fondamental ».

### Citations originales
1. ↑  (en) « The mole is the amount of substance of a system which contains as many elementary entities as there are atoms in 0.012 kg of carbon-12; its symbol is “mol”. »